# 葛晓音
葛晓音（1946年—），北京大学博雅荣休教授，曾任第十一届全国政协委员。她曾担任北京大学中文系及香港浸會大學中文系教授。2008年，当选第十一届全国政协委员，代表教育界，分入第四十组。并担任文史和学习委员会专委。